# University of Massachusetts Boston

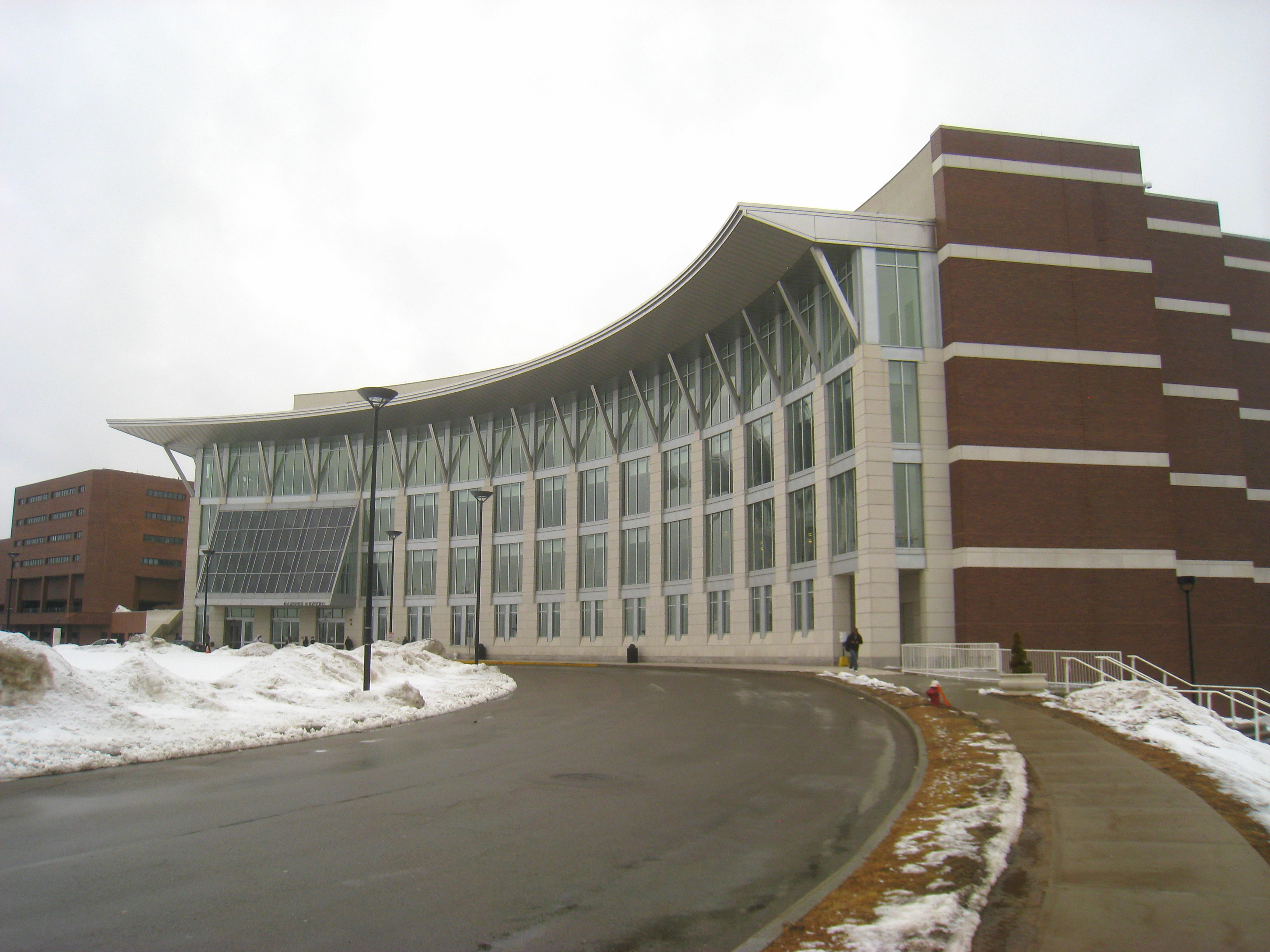
Campuszentrum (2011)

Die University of Massachusetts Boston (UMass Boston; UMB) ist eine staatliche Universität in Boston im US-Bundesstaat Massachusetts. Sie ist Teil des University-of-Massachusetts-Netzwerks. Ihr Sitz ist auf der Landzunge Columbia Point des Bostoner Stadtteils Dorchester, in der Nähe des John F. Kennedy Presidential Library and Museum.

## Geschichte
Die Hochschule wurde 1964 gegründet und fusionierte seither mit weiteren Hochschulen in Boston, z. B. mit dem 1852 gegründeten Boston State College. Seit 1974 hat sie ihren Sitz am heutigen Standort. Am 3. Oktober 2000 fand auf dem Campus im Clark Athletic Center die erste Präsidentschaftsdebatte zwischen George W. Bush und Al Gore statt.

## Zahlen zu den Studierenden und den Dozenten
Im Herbst 2021 waren 15.637 Studierende an der UMass Boston eingeschrieben. Davon strebten 12.269 (78,5 %) ihren ersten Studienabschluss an, sie waren also undergraduates. Von diesen waren 58 % weiblich und 22 % männlich; 15 % bezeichneten sich als asiatisch, 18 % als schwarz/afroamerikanisch, 19 % als Hispanic/Latino und 34 % als weiß. Die UMass Boston wurde bei einer Beurteilung der Diversität von Universitäten (Stand 2018, gemessen an der Wahrscheinlichkeit, dass zwei Studenten unterschiedliche Ethnien haben) als die mit der dritthöchsten Diversität eingestuft. 3.368 Studierende (21,5 %) arbeiteten 2021 auf einen weiteren Abschluss hin, sie waren graduates. Es lehrten 1.145 Dozenten an der Universität, davon 699 in Vollzeit und 446 in Teilzeit.
Im Jahr 2008/2009 waren an der Universität etwa 13.000 Studenten eingeschrieben.

## Bekannte Alumni
- Joachim Paul (* 1970), Politiker
- Tadzio Müller (* 1976), deutscher Klimaaktivist

## Weblink
- UMass Boston (englisch)